# Wolfgang Tiefensee
Wolfgang Tiefensee (født 4. januar 1955) er en tysk politiker fra SPD. Han var fra 2005 til 2009 "Bundesminister für Verkehr, Bau und Stadtentwicklung", på dansk svarende til trafikminister. Fra 1998 til 2005 var han overborgmester i Leipzig.
Den 29. juni 2007 blev han enig med den danske trafikminister Flemming Hansen om bygningen af Femernbroen.